# Alopecurus brachystachyus
Alopecurus brachystachyus är en gräsart som beskrevs av Friedrich August Marschall von Bieberstein. Alopecurus brachystachyus ingår i släktet kavlen, och familjen gräs. Inga underarter finns listade i Catalogue of Life.